# Contea di Northumberland (Ontario)
La contea di Northumberland è una contea dell'Ontario in Canada. Al 2006 contava una popolazione di 80.963 abitanti. Ha come capoluogo Cobourg; tra le altre città vi è Campbellford.